# 根本悌二
根本 悌二（ねもと ていじ、1932年12月8日 - 2000年3月16日）は、東京都出身の日本の映画プロデューサー。日活会長などを歴任する。

## 来歴
東京都立小石川高等学校では加藤彰と同期。東京大学文学部言語学科卒業後の1956年、助監督として日活に入社。1965年から1975年にかけて日活労働組合委員長を務めた後、1976年にいきなり専務取締役に。代表取締役副社長を経て、にっかつに社名変更した翌1979年に代表取締役社長に就任する。
労組委員長在任中の1971年11月には、同年の映画製作中止を受け俳優・関係者が多数会社をあとにする中で、労組を中心としてロマンポルノ製作に踏み切り、日活の経営を再建へと導く。低予算のロマンポルノ路線をしきながらも、撮影所システムの維持や人材育成に尽力。
しかし、ロマンポルノも1980年代以降のアダルトビデオの隆盛には勝てず、社長時代の1988年には17年続いたロマンポルノの製作を中止する。翌年には代表取締役会長に就任するが、1993年7月1日の会社更生法申請で退任。2000年3月16日死去。

## 著書
- 『映画論講座』